# Concerto pour accordéon (John Serry)
Le Concerto pour accordéon (Concerto for Free Bass Accordion) de John Serry est une composition musicale pour accordéon à touches piano (concerto pour accordéon à basses chromatiques) solo écrite en 1964 (révisée en 1966). Il s'agit d'une composition très élaborée qui embrasse à la fois la musique classique et le jazz symphonique. Elle est écrite dans la forme d'un concerto traditionnel, mais sans le soutien d'un ensemble instrumental (ex. : les symphonies pour orgue seul). Une transcription pour piano seul a été réalisée en 1995 (révisée en 2002).

## Histoire
L'œuvre a été copyrightée par le compositeur comme « Concerto in C Major for Bassetti Accordion » en 1968. Elle est dédiée à Julio Giulietti, un important promoteur de l'accordéon aux États-Unis,.
Écrit sous la forme d'un concerto de musique classique, il illustre les nombreuses qualités orchestrales de l'accordéon basse libre et souligne la pertinence de l'instrument pour les performances en tant qu'instrument solo robuste sur la scène de concert classique.
L'œuvre était protégée par le droit d'auteur par le compositeur en tant que Concerto en do majeur pour accordéon Bassetti en 1968 et dédiée à Julio Giulietti (un des principaux promoteurs de l'instrument aux États-Unis). Le travail est remarquable dans la mesure où il représente une tentative de la part d'un accordéoniste réputé de compléter une composition classique pour un instrument pour lequel relativement peu de musique classique a été écrite en Amérique au début du XXe siècle.
La partition a été créée pendant le concours de l'association des Accordéonistes américains, à Long Island (New York) en 1964 par Joseph Nappi, un étudiant du compositeur. Parmi les membres officiels du jury passant en revue la composition, l'accordéoniste Charles Magnante - membre fondateur de l'Association américaine des accordéonistes. L'oeuvre a été adaptée pour piano solo en 1995 et révisée en 2002.
Des copies de la partition ont été données à la Sibley Music Library - Ruth T. Watanabe Département des Collections Spéciales de l'Eastman School of Music,. En outre, une copie de la partition a été déposée au bureau du droit d'auteur de la Bibliothèque du Congrès par le compositeur en 1968, et une copie révisée de la partition a ensuite été déposée au Bureau du droit d'auteur de la Bibliothèque du Congrès en 2007 après le décès du compositeur par sa famille ,.

## Analyse
La composition est écrite sous la forme traditionnelle de concerto de trois mouvements mais sans ensemble orchestral. Le compositeur avait l’intention d’illustrer les vastes tonalités orchestrales et la souplesse harmonique de l’instrument de basse libre en mettant en valeur son potentiel, à la fois en tant qu’instrument solo et en tant qu’entité orchestrale. C'est dans cet esprit que le compositeur a attribué au soliste d'accordéon la voix normalement réservée à l'orchestre, ainsi que les passages traditionnels en solo virtuose. La composition résultante est peu orthodoxe dans sa structure, mais offre au virtuose du soliste l’occasion de donner une expression complète à la gamme complète de réglages harmoniques de l’harmonisation de l’instrument, qui vont des hautes flûtes jusqu’au clarinette, puis finalement dans la gamme des violon et violoncelle. Ce large éventail d’harmoniques orchestrales s’exprime de manière artistique pour un instrument solo tout au long de la composition.
La pièce est découpée en trois mouvements, dont les deux premiers s'enchaînent. L'ensemble de la pièce est en do majeur. Les deux premiers mouvements sont en 2/4 et 4/4, avec une indication de mouvement « allegro non troppo ». Le troisième mouvement est un « finale » avec une indication « moderato con moto » (4/4 et 3/4).

### 1. et 2. Allegro non troppo
Les deux premiers mouvements de l’œuvre sont couplés et marqués en Do majeur aux 2/4 et 3/4 marqués Allegro non troppo. Ils s’ouvrent avec un glissando allant de deux octaves à la voix triple, qui aboutit à l’énoncé du thème principal centré sur deux structures d’accord percussives. Cela conduit à une série d'arpèges rythmiques dans la tonalité de Ré bémol mineur, suivie d'une série de groupements descendants de seizième note faisant écho au thème principal. Le thème est ensuite reformulé dans la tonalité Mi bémol majeur et progresse finalement dans la tonalité de Fa bémol. Le motif thématique descend bientôt dans la voix de basse où il annonce un arpège dans la voix haute.
Le développement du thème se déroule maintenant en 4/4. La touche chromatique passe de la tonalité de Do majeur à Sol mineur en Ré mineur et ramène dans la tonalité de Do majeur et retourne à 2/4 du temps. Le thème est récapitulé en Sol majeur et développé sous la forme d’un scherzo marqué Legato e dulce. Peu de temps après, une reformulation des accords percutants omniprésents du thème principal s'ensuit. Cela aboutit à un arpège et à un retour à 4/4 fois.
Une autre série de glissandos à la voix aiguë annonce une brève cadence. Cela préfigure un autre arpège qui amène les deux mouvements à une conclusion percutante.

### 3. Moderato con moto
La finale est inscrite dans la tonalité de Do majeur en 4/4 et 3/4 de temps et est marquée Moderato con moto. Un thème principal rythmatique est exprimé par une série de seizièmes notes mezzo forte à la voix aiguë se terminant par un scherzo exprimé en octaves. Une série de modulations de touches exprimées par des seizièmes croissantes ascendantes de Do majeur, à la tonalité de Mi majeur, à la tonalité de si bémol finit par ramener l'auditeur à l'utilité Do majeur. Ceci est soutenu par un mouvement contraire dans la voix basse. Une récapitulation du développement avec les sons de crescendo montantes ajoute aux tensions qui caractérisent ce mouvement.
Le point culminant est atteint sous la forme d'un glissando à la voix triple qui annonce un nouvel arpège. Une série de triplés accentués en touches mineures marquées trepitoso constitue la base d'un retour en Do majeur et de la conclusion du travail.

## Archive
- La John J. Serry Sr. Collection de la Bibliothèque Musicale Sibley de l'Eastman School of Music - Département des Collections Spéciales Ruth T. Watanabe contient la partition originale du Concerto In C Major for Bassetti Accordion ainsi qu'une interprétation audio de la composition au profit de chercheurs et étudiants[4],[8],[9],[10]

- Le Bureau du droit d'auteur de la Bibliothèque du Congrès contient une copie de la partition qui a été déposée par le compositeur en 1968, et une copie révisée de la partition a ensuite été déposée auprès du Bureau du droit d'auteur de la Bibliothèque du Congrès en 2007 après le décès du compositeur par sa famille[11],[6].